# Les Belleville
Les Belleville község Franciaország Auvergne-Rhône-Alpes régiójában, Savoie megyében. Új községként 2016. január 1-jén jött létre Saint-Martin-de-Belleville és Villarlurin község egyesítésével. A két korábbi település delegált község státusszal rendelkezik az új községen belül, melynek lélekszáma az egyesülésekor 2998 fő lett.
2019. január 1-jén Saint-Jean-de-Belleville községet is az új községhez csatolták, ekkor az új község lélekszáma 3597 főre emelkedett. Lakosainak száma 3488 fő (2022. január 1.).

## Népesség
| Lakosok száma | 3494 | 3503 | 3494 | 3476 | 3472 | 3488 |
|               | 2017 | 2018 | 2019 | 2020 | 2021 | 2022 |